# Adamantix
Adamantix, aussi connue sous le nom de Trusted Debian, est un ancien système d'exploitation GNU/Linux, basé sur Debian, et orienté sécurité. Cette distribution n'est plus disponible actuellement.
De nombreuses distributions Linux choisissent d'opter pour la vitesse et la richesse en termes de fonctionnalités, mais sans se soucier trop de la sécurité ; Adamantix au contraire était centrée sur la sécurité avec notamment :
- Des protections contre les attaques utilisant des débordements, en utilisant PaX et SSP ;
- un contrôle avancé du système à l'aide de RSBAC (Rule Set Based Access Control).